# ال کوکوی
ال کوکوی (انگلیسی: El Cocuy) نام یک منطقه مسکونی در کلمبیا است.